# 望月牧
望月牧（もちづきのまき）は、信濃国佐久郡に存在した勅旨牧。信濃十六牧の一つ。

## 概要
千曲川と支流鹿曲川に挟まれた御牧ヶ原台地に位置し、現在の長野県佐久市望月地区を中心に、同市浅科地区・東御市北御牧地区に比定され、各所に「野馬除け」という遺構が残る。
『延喜式』に掲載される信濃国の16牧の中では最大の牧で、毎月4月に都に献上する貢馬は信濃国全体で80疋と指定され、そのうち当牧のみで20疋を占めた。中原師元による『師元年中行事』の仁和元年（865年）8月15日条に「牽信濃国勅旨御馬事」が行われ、同8月23日条では信濃の諸牧とは別に「牽信濃国望月勅旨御馬事」が行われている。また牧監は各令制国に1名ずつ配置されたが、信濃の場合は、当牧のみを担当する者と、その他の諸牧を統括する者がそれぞれ別に置かれた。『日本三代実録』貞観7年（865年）12月19日条に「是日、制、信濃国勅旨牧御馬事、元八月廿九日貢之、今定十五日」とあり、信濃の全勅旨牧の貢馬日であった望月の日が当牧の固有名詞となったと考えられる。天暦7年（953年）には15疋、天延2年（974年）には8疋と、貢上される馬の数や時期も、次第に不足や遅滞がみられるようになる。
『吾妻鏡』の文治2年（1186年）3月12日の条にある「関東御知行国々内乃貢未済庄々注文」では、左馬寮の荘園となっており、勅旨牧の衰微や形骸化が示唆されている。建武元年（1334年）の『建武年中行事』には、他の諸牧からの駒牽が途絶える中、当牧のみが継続している。中原師守による『師守記』貞治6年（1367年）8月16日条に「信濃国望月御馬事」として10疋を貢上したのを最後に記録が途絶えた。室町時代以降は諏訪大社の造営役や神役勤仕に関する文書に「望月郷」が散見されるようになってゆく。
駒迎の儀や、「望月」を満月にかけて詠んだ和歌が多く残されている。